# BWF Future Series 2013
Die BWF Future Series 2013 war die siebente Auflage der BWF Future Series im Badminton.

## Turniere und Sieger
| Veranstaltung               | Herreneinzel    | Dameneinzel         | Herrendoppel                     | Damendoppel                             | Mixed                              |
| --------------------------- | --------------- | ------------------- | -------------------------------- | --------------------------------------- | ---------------------------------- |
| Argentina International     | Arnaud Génin    | Lohaynny Vicente    | Hugo Arthuso Alex Tjong          | Paula Pereira Lohaynny Vicente          | Lino Muñoz Cynthia González        |
| Giraldilla International    | Osleni Guerrero | Camila García       | Jan Fröhlich Zdeněk Sváta        | Camila García Dánica Nishimura          | Lino Muñoz Cynthia González        |
| Irish International         | Kian Andersen   | Delphine Lansac     | Jonathan Dolan Sam Magee         | Louise Grimm Hansen Louise Seiersen     | Anton Kaisti Jenny Nyström         |
| Israel International        | Vladimir Malkov | Telma Santos        | Vladimir Malkov Vadim Novoselov  | Olga Golovanova Viktoriia Vorobeva      | Vladimir Malkov Viktoriia Vorobeva |
| Lithuanian International    | Adrian Dziółko  | Akvilė Stapušaitytė | Andrej Ashmarin Anatoliy Yartsev | Irina Khlebko Ksenia Polikarpova        | Andrej Ashmarin Ekaterina Bolotova |
| Slovak International        | Vitaly Konov    | Panuga Riou         | Nikita Khakimov Vasily Kuznetsov | Anastasiya Dmytryshyn Darya Samarchants | Jakub Bitman Alžběta Bášová        |
| Santo Domingo International | Osleni Guerrero | Iris Wang           | Gareth Henry Samuel Ricketts     | Paula Pereira Lohaynny Vicente          | Alex Tjong Lohaynny Vicente        |